# Автодоповнення

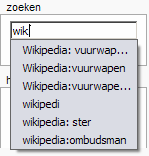
Автодоповнення

Автодоповнення, автозавершення (англ. autocomplete) - функція в програмах, яка передбачає інтерактивне введення тексту (редактори, оболонки командного рядка, браузери і т. д.) Для доповнення тексту при введенні його частини.

## Командні інтерпретатори

### Unix
У різних варіантів оболонки діють різні правила автодоповнення, хоча принцип схожий - після натискання на TAB варіанти або виводяться або підставляються в командний рядок. Zsh після натискання TAB змінює варіанти в командному рядку, bash в залежності від налаштувань конфігурації може або просто виводити варіанти, або перебирати їх.

### IOS (Cisco)
При роботі в IOS, через інтерфейс командного рядка, будь-яка частково набрана команда може бути «розгорнута» до повної натисканням клавіші TAB. При введенні знаку запитання виводяться, або варіанти продовження рядка (наприклад, для «con» варіанти «configure» і «connect»), або довідка з можливим уточненням команди (якщо перед курсором пробіл).

### Windows
Командний інтерпретатор cmd.exe підтримує автодоповнення після натискання клавіші Tab шляхом перебору імен файлів і підкаталогів поточного каталогу. Автодоповнення команд та імен виконуваних файлів, що знаходяться за межами поточного каталогу, не підтримується. Імена, які підставляються, замінюють вже введені або підставлені. Якщо ім'я файлу або каталогу містить пробіл, то підстановка цього варіанту відбувається з лапками.